# Estoloides annulicornis
Estoloides annulicornis är en skalbaggsart som beskrevs av Stefan von Breuning 1940. Estoloides annulicornis ingår i släktet Estoloides och familjen långhorningar. Inga underarter finns listade i Catalogue of Life.